# Chi
Das Chi (griechisches Neutrum χεῖ, später auch χῖ, Majuskel Χ, Minuskel χ, deutsche Aussprache bei der Benennung des Buchstabens: [çi:]) ist der 22. Buchstabe des griechischen Alphabets und hat nach dem milesischen System den Zahlwert 600.

## Aussprache
In der Antike bezeichnete dieser Buchstabe einen aspirierten stimmlosen velaren Plosiv [kʱǐː̂], der in späterer Zeit entweder [ç] (Ich-Laut) (wie in deutsch „ich“, „Licht“) oder [x] (Ach-Laut) (wie in deutsch „ach“, „Nacht“) lautete. Auch die Aussprache im modernen Griechisch ist entweder [ç] vor e- und i-Lauten, oder [x] vor a-, o-, u-Lauten und vor Konsonanten. Ähnlich ist die Aussprache des Schulgriechischen in Deutschland. Die heutige Aussprache [kʱ] für Chi in manchen Fremdwörtern des Deutschen aus dem Griechischen wie z. B. Chaos, Chor, Christus, kommt also der altgriechischen Aussprache näher als die üblicherweise in deutschen Schulen gelehrte.

## Verwendung
- in der Stochastik für eine Wahrscheinlichkeitsverteilung, siehe Chi-Quadrat-Verteilung bzw. für die entsprechend verteilte Testgröße, siehe Chi-Quadrat-Test
- in der Chemie ein (nicht normgerechtes) Formelzeichen für den Stoffmengenanteil
- in der Mengenlehre die Indikatorfunktion
- in der Linearen Algebra für das Charakteristische Polynom
- in der Physik für die elektrische oder magnetische Suszeptibilität eines Materials
- in der Teilchenphysik für eine Klasse von Quarkonium-Zuständen (χc und χb)
- Chi-Phase, metallische Phase
- im Internationalen Phonetischen Alphabet dient das kleine [⁠χ⁠] zur Bezeichnung des stimmlosen uvularen Frikativs
- bei der Berechnung von Maschinenelementen, das bezogene Spannungsgefälle (Berücksichtigung Stützwirkung elastisch beanspruchter Nahbereiche von Spannungsspitzen im Bauteil, etwa bei einer Kerbe)
- in der Graphenfärbung für die chromatische Zahl und den chromatischen Index
- als deutsche Schreibweise für Qi als Begriff für Lebensenergie, „Fluidum“ in der traditionellen chinesischen Medizin (TCM)
- in der Flugdynamik als Bahn-Azimut
- als Symbol für Jesus Christus: Das griechische Χ ist der erste Buchstabe des Namens Χριστός und symbolisiert zugleich das Kreuz.